# Dharma (buddismo)
Il termine Dharma (in sanscrito धर्म) è, non solo in ambito buddista, un termine sanscrito che indica nelle religioni originarie dell'India le loro credenze e pratiche religiose.
"Dharma", anche nel buddismo, possiede l'ulteriore significato di Legge universale naturale, ovvero le regole in cui il saṃsāra segue il suo corso. Tali regole sono indicate nella dottrina della Coproduzione condizionata (pratītyasamutpāda).
Il termine sanscrito Dharma è così reso, in ambito buddista, nelle altre lingue asiatiche:
- lingua pāli: Dhamma
- lingua cinese: 法 fǎ
- lingua coreana: 법 beop o pŏp
- lingua giapponese: 法 hō
- lingua vietnamita: pháp
- lingua tibetana: chos